# ヴァシレフス・ゲオルギオス級駆逐艦
ヴァシレフス・ゲオルギオス級駆逐艦（ヴァシレフス・ゲオルギオスきゅうくちくかん、Vasilefs Georgios class Destroyer）はイギリスに発注されたギリシャ海軍の駆逐艦の艦級。

## 概要

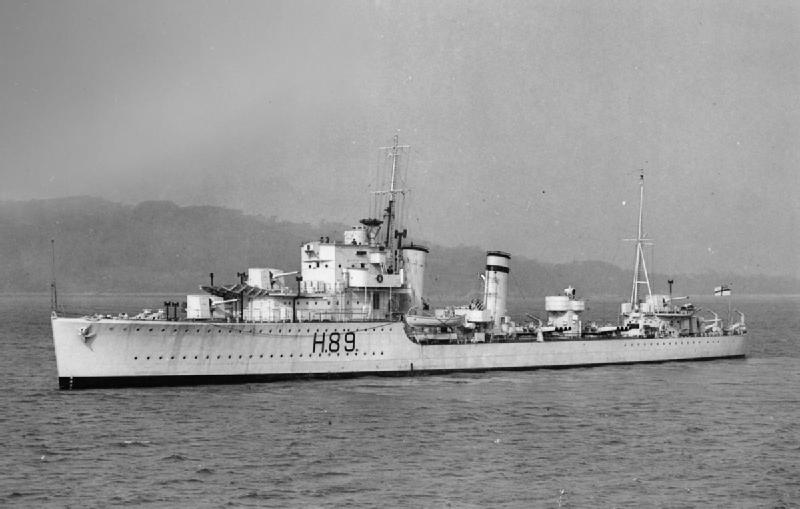
本級のタイプシップとなったイギリス海軍のG級駆逐艦。

本級はイギリス海軍のG級駆逐艦をタイプシップに採り、ヤーロー社スティーブン造船所で2隻が建造された。本級は第二次世界大戦前にギリシャ海軍が保有する軍艦の中で最新の物であった。
本級はギリシャ海軍の要望に合わせて様々な変更が加えられていたが、特に大きな特徴はドイツ製の射撃指揮装置と主砲、対空砲を搭載していたことである。イギリス海軍のG級駆逐艦と異なり、主砲にはドイツ海軍の駆逐艦に採用されていた12.7cm SK C/34を採用したほか、対空兵装もイギリス製12.7mm四連装機銃2基に加えてドイツ製の3.7cm SK C/30半自動砲を単装で両煙突間と後部煙突後方に各2基合計4門を装備した。
なお、本級の建造時には既に英独関係が緊張していたため、主砲はイギリスには送られずギリシャへ回航後に別途搭載が行われた。
イギリス海軍のG級駆逐艦に比べて火力や対空兵装で勝る点があったものの、後にヴァシリッサ・オルガが連合軍側で活動した際には規格が異なる弾薬の確保に苦労したと伝えられている。一方で、ヴァシレフス・ゲオルギオスがドイツ海軍で捕獲運用された際には同じ規格を使っていたため好都合であった。

## 外観
本級の船体形状はクリッパー型艦首から艦首甲板の乾舷部のみ高い短船首楼型船体を採用している。全く傾斜のない艦首甲板に12.7cm砲を防盾の付いた単装砲架で、1・2番主砲を背負い式で2基、上部見張り所に測距儀を載せた箱型艦橋の両脇には船橋が付く。艦橋の背後に簡素な単脚檣、その後方の二本の煙突の間には艦載艇置き場となっており、2本1組のボート･ダビッドを片舷2組の計4組により運用される。2番煙突の背後の中央部甲板上に53.3cm四連装魚雷発射管が探照灯台を境にして直列に2基を配置していた。その後に小型の三脚式の後檣、後ろ向きに3・4番主砲が後向きに背負い式配置で2基の順である。

## 同型艦
- ヴァシレフス・ゲオルギオス (Vasilefs Georgios, Βασιλεύς Γεώργιος)
  - イギリス、ヤーロー社スティーブン造船所にて1937年起工、1938年3月3日進水、1939年2月15日竣工。1941年4月20日にドイツ空軍の爆撃により撃沈後、鹵獲され浮揚修理後の1942年3月21日にドイツ海軍駆逐艦「ZG3」として就役。1943年4月30日に連合軍機の爆撃により大破。同年5月7日に自沈処分。

- ヴァシリッサ・オルガ (Vasilissa Olga, Βασίλισσα Όλγα)
  - イギリス、ヤーロー社スティーブン造船所にて1937年2月1日起工、1938年6月2日進水、1939年2月4日竣工。連合軍側で1940年11月14日～15日、および1941年1月4日～5日にオトラント海峡で枢軸船団への通商破壊や連合軍輸送船団の護衛任務に就く。ギリシャ占領後の1941年5月に僚艦を伴ってアレキサンドリアに逃亡。 同年11月～12月にカルカッタで近代化改装。1943年9月26日にレロス島沖でドイツ空軍の爆撃により撃沈。